# فهرست قنات‌های شهرستان سرخس
جدول زیر براساس آمار وزارت جهاد کشاورزی تهیه شده‌است. فهرست زیر قنات‌های شهرستان سرخس در استان خراسان رضوی را نشان می‌دهد.
| نام قنات   | موقعیت                    | نزدیک‌ترین روستا | طول قنات (متر) | تعداد میله چاه | عمق مادر چاه | دبی (لیتر بر ثانیه) | سطح زیر کشت (هکتار) |
| ---------- | ------------------------- | --------------- | -------------- | -------------- | ------------ | ------------------- | ------------------- |
| اب تلخ     | بخش مرزداران شهرستان سرخس | بزنگان          | ۱۵۰۰           | ۵۰             | ۱۰           | ۲۵                  | ۶۰                  |
| باغ بیشه   | بخش مرزداران شهرستان سرخس | بزنگان          | ۱۵۰۰           | ۰              | ۰            | ۲۵                  | ۰                   |
| باغ غلام   | بخش مرزداران شهرستان سرخس | کلاته عوضی      | ۲۰۰            | ۰              | ۰            | ۳                   | ۰                   |
| شوراب      | بخش مرزداران شهرستان سرخس | شوراب           | ۱۲۰۰           | ۰              | ۰            | ۵                   | ۰                   |
| قطارچاه    | بخش مرکزی شهرستان سرخس    | گنبدلی          | ۳۵۰۰           | ۰              | ۰            | ۰                   | ۰                   |
| مهدی‌آباد   | بخش مرزداران شهرستان سرخس | کلاته مهدی‌آباد  | ۵۰۰            | ۰              | ۰            | ۲                   | ۰                   |
| کاریزک     | بخش مرزداران شهرستان سرخس | کاریزک          | ۱۰۰۰           | ۰              | ۰            | ۲                   | ۰                   |
| کلاته عوضی | بخش مرزداران شهرستان سرخس | کلاته عوضی      | ۴۰             | ۰              | ۰            | ۴                   | ۰                   |